# سرجیو ویرا دی ملو
سرجیو ویرا دی ملو (انگلیسی: Sérgio Vieira de Mello; ۱۵ مارس ۱۹۴۸ – ۱۹ اوت ۲۰۰۳) دیپلمات برزیلی سازمان ملل متحد با بیش از ۳۴ سال سابقه کار در این سازمان، که با تلاش‌های خود در برنامه‌های بشردوستانه و سیاسی سازمان ملل متحد، احترام و ستایش افکار سراسر جهان را به دست آورد. دی‌ ملو در ماه مه ۲۰۰۳ به عنوان نماینده ویژه دبیرکل سازمان ملل متحد در عراق منصوب شد، انتصابی که ابتدا قرار بود به مدت چهار ماه ادامه یابد. او در ۱۹ اوت ۲۰۰۳، در یک حمله تروریستی بمب‌گذاری شده در مقر سازمان ملل در هتل کانال بغداد، درحالی که به عنوان نماینده ارشد دبیرکل سازمان ملل متحد در عراق کار می‌کرد همراه با ۲۰ نفر دیگر کشته شد. ۵ سال بعد به خاطر پیشینه این حمله تروریستی و ادای احترام به تمام امداد رسانانی که زندگی خود را در خدمات بشردوستانه ارائه می‌دهند، مجمع عمومی قطعنامه ۱۹ اوت را به عنوان روز جهانی انسان دوستی تصویب کرد. در سال ۲۰۰۳ پس از مرگش جایزه سازمان ملل متحد در زمینه حقوق بشر به او اهدا شد.

## زندگی‌نامه
ویرا دی ملو در ۱۵ مارس ۱۹۴۸ در ریودوژانیرو برزیل متولد شد، پدرش آرنالدو ویرا دی ملو و نام مادرش گیلدا بود. در سال ۱۹۶۵ برای تحصیلات عالی وارد دانشگاه دولتی ریودوژانیرو در رشته فلسفه شد، اما به دلیل وجود اعتصابات و برگزار نشدن کلاس‌ها، وی تصمیم گرفت برای ادامه تحصیل به دانشگاه‌های اروپایی برود. ویرا یک‌سال را در دانشگاه فریبورگ در سوئیس گذراند و سپس به دانشگاه سوربن فرانسه رفت تا به ادامه تحصیل در رشته فلسفه بپردازد. وی در ۱۹۶۹ پس از فارغ‌التحصیل شدن از سوربن به سوئیس نزد یکی از دوستان خانوادگی خود رفت و اولین شغل خود را پیدا کرد و به‌عنوان ویرایشگر در دفتر کمیساریای عالی سازمان ملل متحد برای پناهندگان استخدام شد. او با دستیار فرانسوی خود آنی در کمیساریا ازدواج کرد و صاحب ۲ فرزند لورن و آدرین شد. وی به‌دنبال سال‌های اول بعد از استخدامش در کمیساریا به تحصیلاتش ادامه داد و موفق به گرفتن فوق لیسانس در رشته فلسفه اخلاق و ۱۹۷۴–۱۹۸۵ دکترای خود را از دانشگاه سوربن گرفت. پایان نامه دکترای خود را با عنوان نقش فلسفه در جامعه معاصر در ۱۹۷۴ ارائه کرد. در سال ۱۹۵۸، دومین دکترای «دولتی» که بالاترین درجه در نظام آموزشی فرانسه است را که به زبان لاتین Civitas Maxima (بزرگترین‌ شهر)است دریافت نمود: ریشه ها، مبانی و اهمیت فلسفی و سیاسی مفهوم فراملیتی ارائه کرد. ویرا د ملو علاوه بر زبان مادری خود پرتغالی، به زبان‌های انگلیسی، اسپانیایی، ایتالیایی و فرانسوی و همچنین برخی از زبان های عربی و تتومی به مکالمه مسلط بود.

## مناصب و فعالیت‌ها
اولین مأموریت کمیساریای عالی سازمان ملل برای پناهندگان برای او اعزام شدن به بنگلادش در ۱۹۷۱ هنگامی بود که جنگ استقلال در این کشور جریان داشت. به‌دنبال آن در ۱۹۷۲ به سودان رفت که با توافق آدیس آبابا به پایان رسید و حاصل اولین جنگ داخلی سودان اجازه بازگشت دادن به ۶۵۰٬۰۰۰ پناهنده و آوارگان سودانی بود. در ۱۹۷۴ به‌دنبال تهاجم ترکیه به قبرس، ویرا که اولین مأموریت‌هایش عملیاتی بود تا سیاسی، عمدتاً به ساماندهی کمک‌های غذایی و استقرار پناهندگان می‌پرداخت. سپس در سال ۱۹۷۳ او که همچنان به مأموریت‌های میدانی می‌رفت، به موزامبیک اعزام شد تا به پناهندگانی که از یک جنگ داخلی قومی توسط حکومتشان فرار می‌کردند کمک کند. ویرا در طول جنگ داخلی در موزامبیک سه سال مسئولیت عملیات کمیساریا را در آنجا بر عهده داشت.
ویرا دی ملو همچنین به عنوان نماینده ویژه کمیساریای عالی سازمان ملل برای پناهندگان به عنوان اولین و تنها نماینده سازمان ملل متحد با خمرهای سرخ وارد گفتگو شد. او بین ۱۹۸۱ تا ۱۹۸۳ مشاور ارشد سازمان ملل متحد در لبنان شد. وی در سال ۱۹۹۶ در پی تجارب زیادی که از آفریقای مرکزی در خصوص مسئله پناهندگان به‌دست آورده بود به کمیساریای عالی سازمان ملل برای پناهندگان مساعدت و همیاری کرد و ۱۹۹۸ از طرف دبیرکل ملل متحد به عنوان معاون دبیرکل سازمان ملل متحد در امور بشردوستانه و امدادرسانی و هماهنگ‌کننده امداد اضطراری منصوب شد که تا سال ۲۰۰۱ در این پست خدمت کرد. وی در سال ۱۹۹۹ نیز به دنبال استقلال صربستان از یوگسلاوی سابق، با حفظ سمت به عنوان فرستاده ویژه سازمان ملل متحد در کوزوو منصوب گردید. ویرا برای یک دوره دوماهه هماهنگ‌کننده عملیات بشر دوستانه در مقر ملل متحد و نماینده ویژه در کوزوو بود تا این که در سال ۲۰۰۲ ریاست کمیساریای عالی حقوق بشر سازمان ملل متحد را عهده‌دار شد. ویرا دی ملو در مه ۲۰۰۳ برای اولین بار به عنوان نماینده یونامی برای یک دوره چهار ماهه منصوب شد. در ماه ژوئن ۲۰۰۳ ویر ا دی ملو بخشی از تیم مسئول بازرسی زندان ابوغریب عراق شد که پیش از این بازسازی شده بود.

## درگذشت

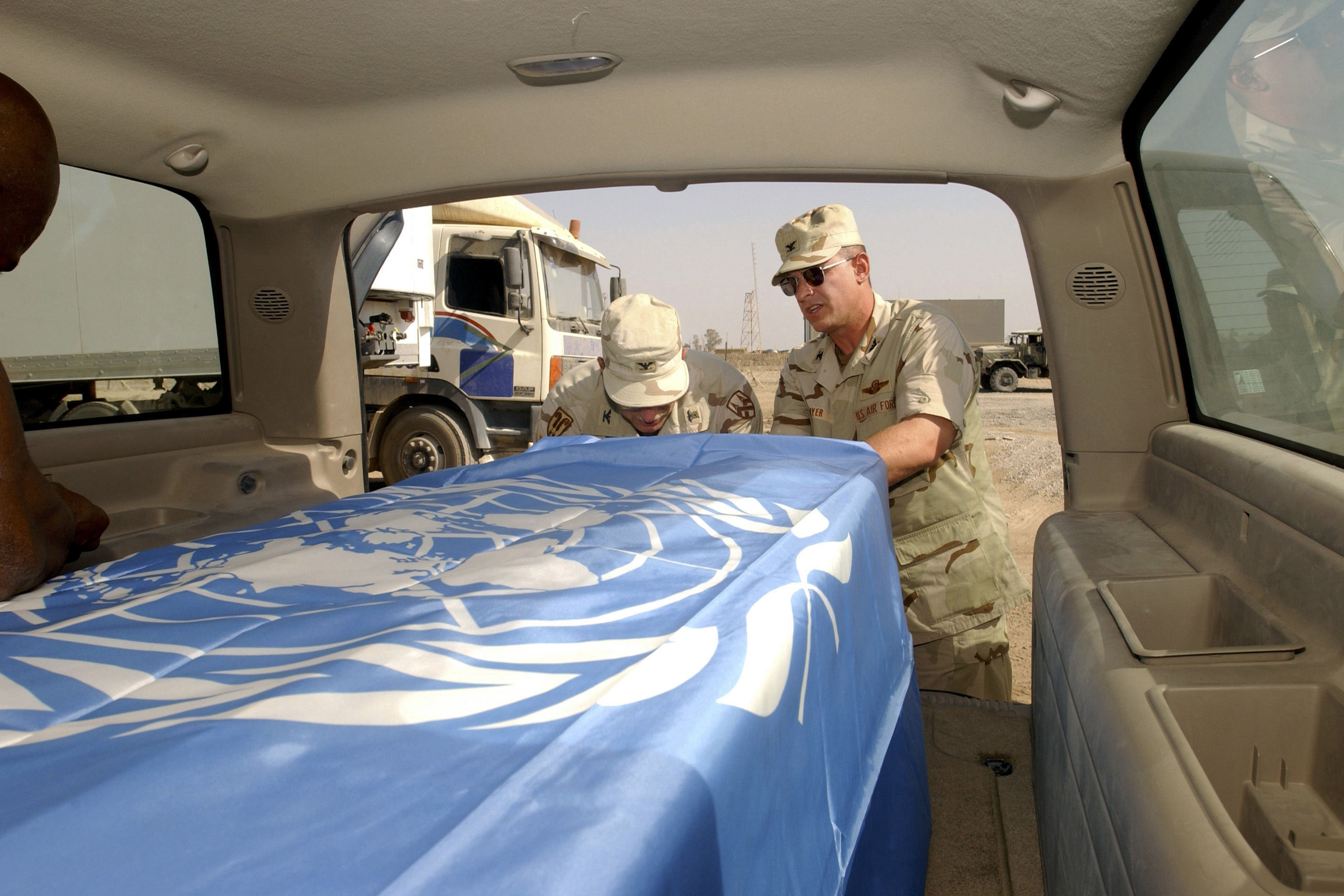
انتقال تابوت ویرا دی ملو به با پرچم یونامیبه خودرو

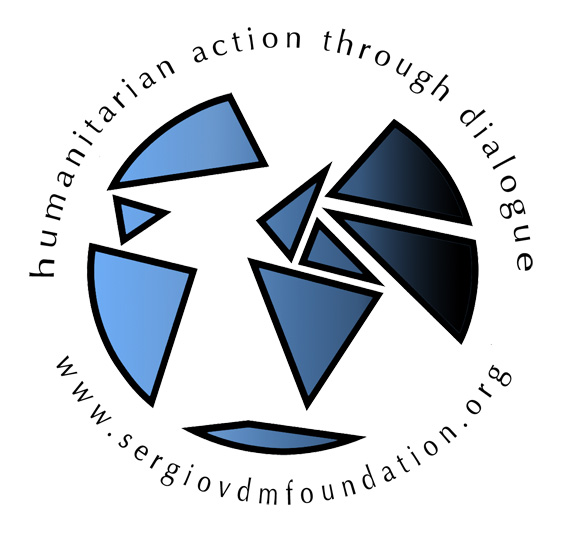
لوگوی بنیاد سرجیو دی ملو

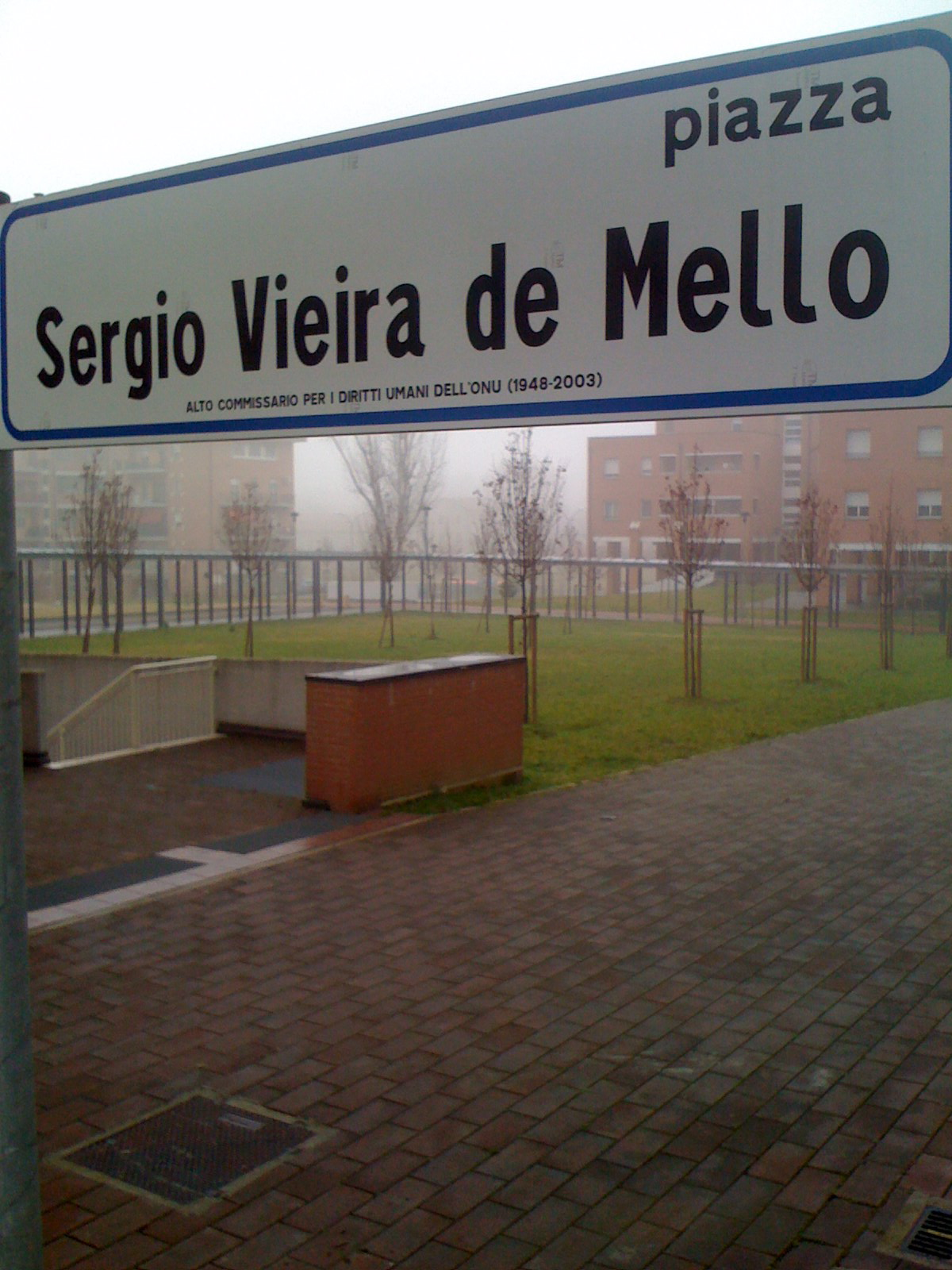
میدان جدید اختصاص داده شده به یادبود سرجیو وییرا د ملو در بولونیا، ایتالیا (ژانویه ۲۰۱۱)

ویرا د ی ملو در ۱۹ اوت ۲۰۰۳، در یک حمله تروریستی بمب‌گذاری شده در مقر سازمان ملل در هتل کانال بغداد، کشته شد. وی در هنگام واقعه این بمب‌گذاری همچنان نماینده ارشد دبیرکل ملل متحد در هیئت مساعدت سازمان ملل متحد برای عراق (یونامی) بود و به عنوان نماینده ویژه سازمان ملل متحد انجام وظیفه می‌کرد. ابومصعب زرقاوی رهبر سازمان تروریستی القاعده مسئولیت انفجار هتل کانال را برعهده گرفت. ویرا د ی ملو در برخی محافل به عنوان نامزد منصب جانشینی دبیرکل سازمان ملل مورد توجه قرار داشت. مرگ او بر اثر حمله تروریستی و سوء قصد صورت گرفت و به دلیل شناخته شدگی‌اش در زمینه مأموریت‌های انسان دوستانه برای ارتقای صلح در ژنو سوییس خاکسپاری شد.

## ترتیب وقایع زندگی حرفه‌ای
- ۱۹۶۹–۱۹۷۱: ویراستار فرانسوی، کمیساریای عالی سازمان ملل متحد برای پناهندگان، ژنو، سوئیس
- ۱۹۷۱–۱۹۷۲: مسئول پروژه، کمیساریای عالی سازمان ملل متحد برای پناهندگان، داکا، پاکستان شرقی
- ۱۹۷۲–۱۹۷۳: مسئول برنامه، کمیساریای عالی سازمان ملل متحد برای پناهندگان، جوبا، سودان
- ۱۹۷۴–۱۹۷۵: مسئول برنامه، کمیساریای عالی سازمان ملل متحد برای پناهندگان، نیکوزیا، قبرس
- ۱۹۷۵–۱۹۷۷: معاون نماینده و نماینده، کمیساریای عالی سازمان ملل متحد برای پناهندگان، ماپوتو، موزامبیک
- ۱۹۷۵–۱۹۷۷: معاون نماینده و نماینده، کمیساریای عالی سازمان ملل متحد برای پناهندگان، ماپوتو، موزامبیک
- ۱۹۷۸–۱۹۸۰: نماینده، کمیساریای عالی سازمان ملل متحد برای پناهندگان، لیما، پرو
- ۱۹۸۰–۱۹۸۰: رئیس واحد توسعه شغلی و آموزش بخش پرسنل، کمیساریای عالی سازمان ملل متحد برای پناهندگان، ژنو، سوئیس
- ۱۹۸۱–۱۹۸۳: افسر ارشد سیاسی، نیروهای حافظ صلح سازمان ملل مستقر در لبنان، گروه عملیات صلح، لبنان
- ۱۹۸۳–۱۹۸۵: معاون رئیس کارمندان، کمیساریای عالی سازمان ملل متحد برای پناهندگان، ژنو، سوئیس
- ۱۹۸۶–۱۹۸۸: مدیر و دبیر کمیته اجرایی، کمیساریای عالی سازمان ملل متحد برای پناهندگان، ژنو، سوئیس
- ۱۹۸۸–۱۹۹۰: مدیر دفتر آسیا، کمیساریای عالی سازمان ملل متحد برای پناهندگان، ژنو، سوئیس
- ۱۹۹۰–۱۹۹۱: مدیر امور خارجه، کمیساریای عالی سازمان ملل متحد برای پناهندگان، ژنو، سوئیس
- ۱۹۹۱–۱۹۹۳: مدیر عملیات‌های بازگشت و اسکان مجدد، نهاد انتقال قدرت (رفراندوم در کامبوج)، گروه عملیات صلح و نماینده ویژه کمیساریای عالی ساداکو اوگاتا، کمیساریای عالی سازمان ملل متحد برای پناهندگان، پنوم پن، کامبوج
- ۱۹۹۳–۱۹۹۴: مدیر امور سیاسی، نیروی حافظ صلح سازمان ملل، گروه عملیات صلح، سارایوو، بوسنی و هرزگوین
- ۱۹۹۴–۱۹۹۶: مدیر عملیات و برنامه‌ریزی، کمیساریای عالی سازمان ملل متحد برای پناهندگان، ژنو، سوئیس
- اکتبر - دسامبر ۱۹۹۶: فرستاده ویژه دبیرکل در  منطقه بزرگ دریاچه‌ها
- ۱۹۹۶–۱۹۹۸: دستیار کمیساریای عالی پناهندگان، کمیساریای عالی سازمان ملل متحد برای پناهندگان، ژنو، سوئیس
- ۱۹۹۸–۲۰۰۲: معاون دبیرکل سازمان ملل متحد در امور بشردوستانه و امدادرسانی، سازمان ملل، نیویورک، ایالات متحده
- ژوئن - ژوئیه ۱۹۹۹: نماینده ویژه دبیرکل در کوزوو
- ۱۹۹۹–۲۰۰۲: سرپرست انتقالی، نهاد انتقال قدرت (در تیمور شرقی) , گروه عملیات صلح و نماینده ویژه دبیرکل سازمان ملل متحد، دیلی، تیمور شرقی
- ۲۰۰۲–۲۰۰۳: کمیساریای عالی حقوق بشر سازمان ملل متحد، ژنو، سوئیس
- مه-اوت ۲۰۰۳: نماینده ویژه دبیرکل سازمان ملل در عراق